# Катанян, Рубен Павлович
Рубе́н Па́влович Катаня́н (2.06.1880, Тифлис — 6 июня 1966, Москва) — советский государственный деятель, профессор МГУ.

## Биография
Родился в армянской семье учителя Тифлисской гимназии Павла Минаевича Катанянца. Проучившись 3 года в Тифлисской гимназии, в 1891 продолжил образование в гимназических классах Лазаревского института восточных языков в Москве, где состоял кавказским стипендиатом. В 1901 поступил на юридический факультет Московского университета, в феврале 1902 года в первый раз арестован, исключен из университета, но в мае того же года вновь принят в ИМУ. В 1903 году вступил в члены московской студенческой группы РСДРП. 
За участие в студенческих демонстрациях трижды привлекался к административной ответственности, исключался без права приёма в другие университеты, но каждый раз возвращался в Московский, который окончил в мае 1906 года с дипломом 2-й степени. Как недостаточный студент регулярно получал пособие от Кавказского общества вспомоществования учащимся. 
С 1912 года находился под негласным надзором полиции за активное участие в студенческом революционном движении. До 1917 года занимался адвокатской практикой (с 1910 года — помощник присяжного поверенного, с 1915 года — присяжный поверенный в Москве). После Октябрьской революции — редактор газеты «Красный воин» 11-й армии (г. Астрахань), заместитель начальника политуправления Красной армии. Участвовал в организации Московской чрезвычайной комиссии. С июня 1920 года по октябрь 1921 года — заведующий агитационно-пропагандистским отделом ЦК РКП(б).
С 20 января по 10 апреля 1921 года — начальник Иностранного отдела ВЧК при СНК РСФСР. С 1922 года — генеральный консул СССР в Берлине (Германия), затем работник Наркомата финансов СССР. С 1923 года — помощник прокурора РСФСР, заведующий подотделом надзора за органами ОГПУ в НКЮ РСФСР, затем старший помощник прокурора Верховного Суда СССР. В 1933—1938 годах — старший помощник прокурора Верховного Суда СССР по специальным делам (надзор за ОГПУ), государственный обвинитель на политических процессах. Член правления Всероссийского комитета помощи освобождённым заключённым. В 1927—1931 годах преподавал в 1-м МГУ на кафедре уголовного процесса Факультета советского права. Награждён орденом Ленина и нагрудным знаком «Почётный чекист». Имел звание профессора Московского университета.
В 1938 году был репрессирован. Арестован вместе с Б. Л. Борисовым и Е. Г. Ширвиндтом по обвинению в создании «эсеро-меньшевистской террористической группы в органах юстиции и прокуратуры». С 1938 по 1948 год и с 1950 по 1955 год находился в заключении, а с 1948 по 1950 год — в ссылке.
Реабилитирован в 1955 году, тогда же ему была назначена персональная пенсия. Умер в Москве в 1966 году.